# Rothesay Classic 2023
Il Rothesay Classic 2023, conosciuto anche come Birmingham Classic, è un torneo femminile di tennis giocato sull'erba. È la 41ª edizione del torneo che fa parte della categoria WTA 250 nell'ambito del WTA Tour 2023. Si gioca presso l'Edgbaston Priory Club di Birmingham (Inghilterra) dal 19 al 25 giugno 2023.

## Partecipanti singolare

### Teste di serie
| Nazionalità | Giocatore           | Ranking* | Testa di serie |
| ----------- | ------------------- | -------- | -------------- |
| Rep. Ceca   | Barbora Krejčíková  | 12       | 1              |
| Lettonia    | Jeļena Ostapenko    | 17       | 2              |
| Polonia     | Magda Linette       | 21       | 3              |
|             | Anastasija Potapova | 22       | 4              |
| Ucraina     | Anhelina Kalinina   | 25       | 5              |
| Stati Uniti | Bernarda Pera       | 27       | 6              |
| Cina        | Zhang Shuai         | 31       | 7              |
| Romania     | Sorana Cîrstea      | 32       | 8              |

* Ranking al 12 giugno 2023.

### Altre partecipanti
Le seguenti giocatrici hanno ricevuto una wild card per il tabellone principale:
- Jodie Burrage
- Harriet Dart
- Elina Svitolina
- Venus Williams

La seguente giocatrice è entrata in tabellone con il ranking protetto:
- Barbora Strýcová

La seguente giocatrice è entrata in tabellone con il special exempt:
- Katie Boulter[2]

Le seguenti giocatrici sono entrate nel tabellone principale passando dalle qualificazioni:

- Emina Bektas
- Ana Bogdan
- Cristina Bucșa
- Magdalena Fręch
- Tereza Martincová
- Wang Xiyu

Le seguenti giocatrici sono entrate nel tabellone principale come lucky loser:
- Rebecca Marino
- Viktorija Tomova

### Ritiri
Prima del torneo
- Beatriz Haddad Maia → sostituita da  Viktorija Tomova
- Elisabetta Cocciaretto → sostituita da  Rebecca Marino
- Madison Keys → sostituita da  Linda Fruhvirtová
- Elise Mertens → sostituita da  Lauren Davis
- Ajla Tomljanović → sostituita da  Caty McNally

## Partecipanti doppio

### Teste di serie
| Nazionalità | Giocatore           | Ranking* | Nazionalità | Giocatore          | Ranking* | Teste di serie |
| ----------- | ------------------- | -------- | ----------- | ------------------ | -------- | -------------- |
| Ucraina     | Ljudmyla Kičenok    | 14       | Lettonia    | Jeļena Ostapenko   | 15       | 1              |
| Ucraina     | Marta Kostjuk       | 30       | Rep. Ceca   | Barbora Krejčíková | 2        | 2              |
| Australia   | Storm Hunter        | 6        | Stati Uniti | Alycia Parks       | 39       | 3              |
| Rep. Ceca   | Miriam Kolodziejová | 44       | Slovacchia  | Tereza Mihalíková  | 45       | 4              |

* Ranking al 12 giugno 2023.

### Altri partecipanti
Le seguenti coppie di giocatrici hanno ricevuto una wild card per il tabellone principale:
- Alicia Barnett /  Olivia Nicholls
- Freya Christie /  Ali Collins

La seguente coppia è entrata in tabellone con il ranking protetto:
- Hsieh Su-wei /  Barbora Strýcová

### Ritiri
Prima del torneo

## Punti
| Torneo    | V   | F   | SF  | QF | 2T | 1T   | Q    | Q2   | Q1   |
| Singolare | 280 | 180 | 110 | 60 | 30 | 1    | 18   | 12   | 1    |
| Doppio    | 280 | 180 | 110 | 60 | 1  | N.D. | N.D. | N.D. | N.D. |

* I giocatori con un bye ricevono i punti del primo turno.

## Montepremi
| Evento    | V        | F        | SF       | QF      | 2T      | 1T      | Q2      | Q1      |
| Singolare | 34.228 $ | 20.226 $ | 11.276 $ | 6.418 $ | 3.920 $ | 2.804 $ | 2.075 $ | 1.340 $ |
| Doppio    | 12.000 $ | 6.700 $  | 3.950 $  | 2.350 $ | 1.800$  | N.D.    | N.D.    | N.D.    |

## Campionesse

### Singolare
Jeļena Ostapenko ha sconfitto in finale  Barbora Krejčíková con il punteggio di 7-6(8), 6-4.
- É il sesto titolo in carriera per Ostapenko, il primo della stagione.

### Doppio
Marta Kostjuk /  Barbora Krejčíková hanno sconfitto  Storm Hunter /  Alycia Parks con il punteggio di 6-2, 7-6(7).